# John Tower
John Goodwin Tower (ur. 29 września 1925, zm. 5 kwietnia 1991) – amerykański polityk, senator ze stanu Teksas od 1961 do 1985. 

## Życiorys
Był pierwszym senatorem z Partii Republikańskiej wybranym w Teksasie od drugiej połowy XIX wieku. W 1986-1987 przewodniczył komisji nazwanej potocznie jego imieniem badającej Aferę Iran-Contras. W 1989 prezydent George H.W. Bush nominował go na stanowisko sekretarza obrony, ale jego kandydatura nie została zatwierdzona przez Senat. Powodem były zbyt bliskie powiązania z przemysłem zbrojeniowym, jak również oskarżenia o niemoralny styl życia (m.in. pijaństwo).
Zginął w katastrofie lotniczej samolotu linii Atlantic Southeast Airlines (lot 2311), który rozbił się podczas podejścia do lądowania w Brunswick, Georgia. Zginęły wszystkie 23 osoby na pokładzie.